# Provincia de Frías
Frías es una de las 16 provincias en que se divide el departamento de Potosí, en Bolivia. Tiene una superficie de 3.420 km² y una población de 261.400 habitantes (según el Censo INE 2024). Su capital es la ciudad de Potosí, que también lo es de todo el departamento.

## Toponimia
La provincia se llamaba originalmente provincia del Cercado, hasta que mediante la ley del 4 de octubre de 1895, durante el gobierno de Mariano Baptista, se cambió de nombre en homenaje a Tomás Frías, notable jurisconsulto boliviano oriundo de la ciudad de Potosí.

## Geografía
La provincia de Frías es una de las dieciséis provincias en el departamento de Potosí. Se extiende entre los 19 ° 00 'y 19 ° 50' de latitud sur y entre los 65 ° 32 'y 66 ° 24' de longitud oeste. Limita por el noroeste con el departamento de Oruro, en el suroeste con la provincia de Quijarro, en el sur con la provincia de Linares, al este con la provincia de Cornelio Saavedra, y al norte con la provincia de Chayanta.

## Demografía
De acuerdo con el censo boliviano de 2024, la población de la provincia de Frías es de 261 446 habitantes.
La población de la provincia ha aumentado en aproximadamente tres cuartas partes en las últimas tres décadas:
| Año  | Habitantes | Fuente |
| ---- | ---------- | ------ |
| 1992 | 147 111    | Censo  |
| 2001 | 176 922    | Censo  |
| 2012 | 229 047    | Censo  |
| 2024 | 261 446    | Censo  |

El principal idioma de la provincia es español, hablado por el 84,5%, mientras que el 75,5% de la población habla quechua. La población aumentó de 167.111 habitantes (censo de 1992) a 176.922 (censo 2001), un aumento del 20%.
El 28% de la población no tiene acceso a la electricidad, el 50,5% no tienen instalaciones sanitarias.
21% de la población está empleada en la agricultura, el 8% en la minería, 10% en la industria, 61% en los servicios generales. 92% de la población son católicos, protestantes 5%.

## División
La provincia está compuesta por cuatro municipios, los cuales son:
| Municipio  | Población 2024 | Municipio  | Población 2001 |
| ---------- | -------------- | ---------- | -------------- |
| Potosí     | 218.336        | Potosí     | 145.057        |
| Tinguipaya | 28.829         | Tinguipaya | 21.794         |
| Yocalla    | 11.119         | Yocalla    | 8046           |
| Urmiri     | 3162           | Urmiri     | 2025           |